# Chiện chiện lưng xám
Prinia hodgsonii là một loài chim trong họ Cisticolidae.